# فرنسيسكو ميغيل دوارتي
فرنسيسكو ميغيل دوارتي (بالبرتغالية: Francisco Miguel Duarte‏) هو كاتب وشاعر وسياسي برتغالي، ولد في 18 ديسمبر 1907 في باجة في البرتغال، وتوفي في 21 مايو 1988. انتخب عضو مجلس الجمهورية ‏ عن دائرة Beja (Assembly of the Republic constituency) ‏ وقد انضم خلال فترته النيابية ‏  للكتلة البرلمانية الحزب الشيوعي البرتغالي وانتخب نائب في الجمعية التأسيسية.